# Lasius cinereus
Lasius cinereus es una especie de hormigas endémicas de España y Francia continentales.